# Wapen van Vriezenveen

Het wapen van Vriezenveen

Het wapen van Vriezenveen werd op 22 april 1899 per Koninklijk Besluit aan de Overijsselse gemeente Vriezenveen bevestigd. In 2001 is de gemeente Vriezenveen samengegaan met de buurgemeente Den Ham. De nieuwe gemeente werd eerst nog Vriezenveen genoemd. Op 1 juni 2002 hernoemde de gemeente zich in Twenterand en werd op 25 augustus 2003 een nieuw wapen van Twenterand verleend, dat uit beide wapens van de voormalige gemeenten is samengesteld. 

## Blazoenering
De blazoenering van het wapen luidt als volgt:
In zilver een geplante eikenboom van sinopel.

## Verklaring

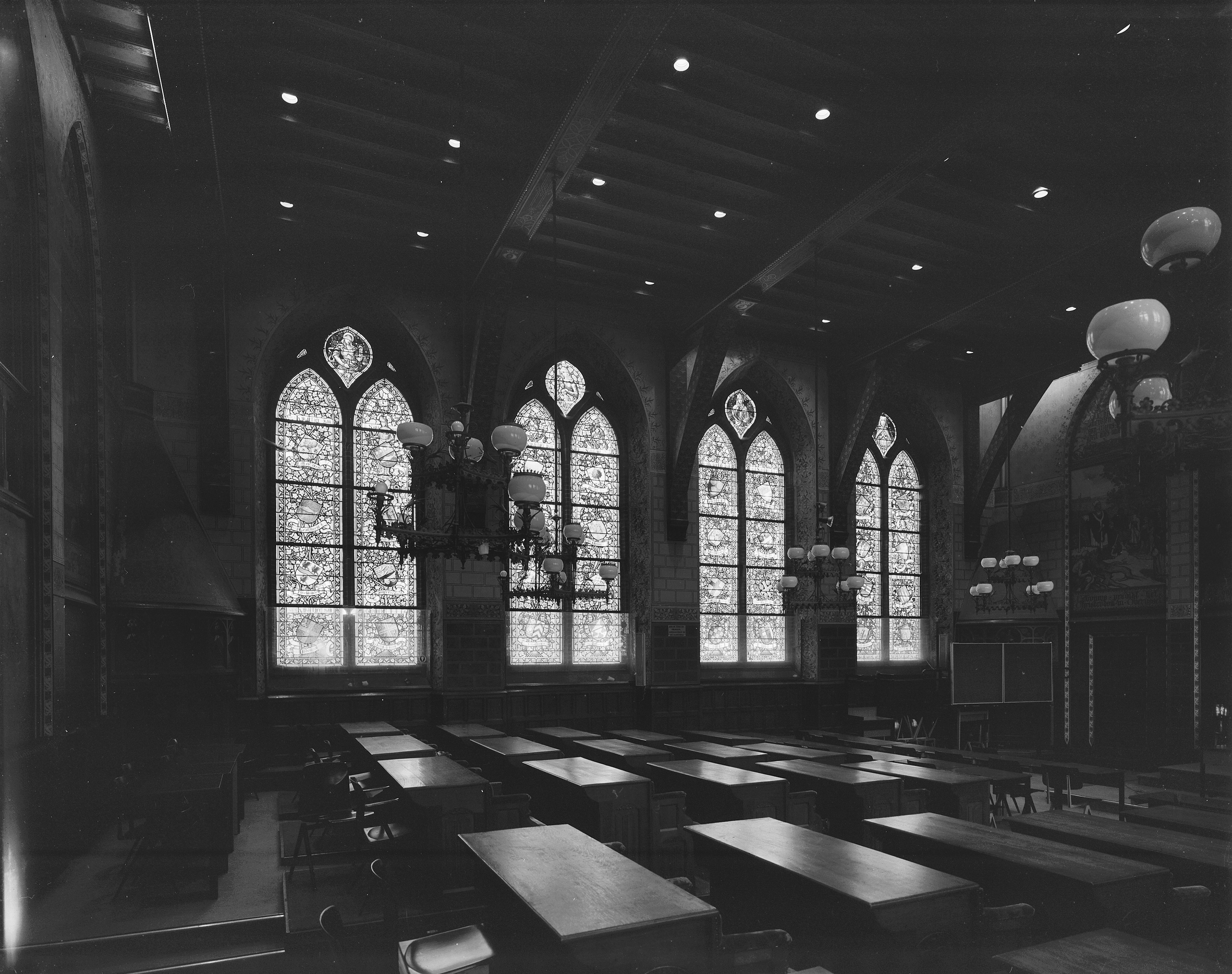
De glas in loodramen in het voormalige provinciehuis in Zwolle

De bouw van een nieuwe vergaderzaal voor de Staten van Overijssel eind 19e eeuw, waarin wapens van gemeenten opgenomen zouden worden in de ramen, leidde tot een (formele) aanvraag van een eigen wapen. Er zijn twee verklaringen in de omloop voor het wapen, waarvan hun juistheid niet bekend is. De eerste verklaring gaat ervan uit dat de vele eikenbomen in de gemeente heeft geleid tot de afbeelding van de eikenboom in het wapen. De tweede verklaring ligt gelegen in het feit dat handelaars uit de gemeente veel zaken hebben gedaan met Rusland. Zij werden "Rusluie" genoemd en verbleven een groot deel van hun leven in Rusland waar ze veel hebben geleerd en moesten volharden in hun arbeid. Hun oude dag sleten ze in hun geboortedorp. Hun stoerheid en kracht beeldden ze af met een eikenboom.

## Verwante wapens

Wapen van Twenterand